# Astatiodid
Astatiodid ist eine anorganische chemische Verbindung des Astats aus der Gruppe der Iodide. Es ist eine radioaktive Interhalogenverbindung.

## Gewinnung und Darstellung
Astatiodid kann mit einer Synthesereaktion in einem Molverhältnis von 1:1 erzeugt werden:
{\displaystyle {\ce {At2 + I2 -> 2 AtI}}}
In wässriger Lösung kann Astat mit Iod und Iodidionen reagieren, um Astatiodid zu bilden.